# Língua ledo-kaili
Ledo Kaili é o maior subgrupo das línguas Kaili, uma corrente de dialetos dentro da família das línguas Kaili–Pamona, que são faladas na parte central das Celebes, Indonésia, sendo em conjunto uma das línguas mais faladas de Celebes. Um terço da população da província de  Tengah falava em 1979 a língua Kaili. Aqui se apresental dados sobre seu principal dialeto, o Ledo, que é falado nos distritos de Donggala e Sigi (Kabupaten) nas vizinhanças de Palu.

## Dialetos
Os falantes de Kaili eram 334 mil em 1978, depois 290 mil em 1983 e 229 mil em 1996, numa queda constante.
Há 13 dialetos num continuum dialetal do Kaili: Rao, Tajio (ou Ajio), Kori, Doi, Unde (ou Ndepu, Undepu), Ledo (ou Palu), Da'a, Inde, Ija, Ava, Tara. Nem todos os dialetos são mutuamente inteligíveis. Geralmente eles compartilham algo entre 60% e 90% de seu vocabulário. (Outras fontes indicam 7 dialetos que estão então compartilhando 80-95%). A maioria dos nomes de dialetos são simplesmente as palavras de negação dos respectivos dialetos .
Ledo é a variedade principal, tendo o prestígio mais alto. É falado na capital provincial Palu e nos seus arredores. O Ledo serve como língua franca em partes centrais de Sulawesi Celebes e em alguns locais dispersos redor de Tomini Bay.

## Fonologia

### Consoantes
|                     | bilabial | bilabial | labiodental | labiodental | alveolar surda | alveolar surda | postalveolar | postalveolar | palatal | palatal | velar  | velar | glotal | glotal |
| ------------------- | -------- | -------- | ----------- | ----------- | -------------- | -------------- | ------------ | ------------ | ------- | ------- | ------ | ----- | ------ | ------ |
| surda               | sonora   | surda    | sonora      | surda       | sonora         | surda          | sonora       | surda        | sonora  | surda   | sonora | surda | sonora |        |
| Plosivas            | p        | b        |             |             | t              | d              |              |              |         |         | k      | g     | ʔ      |        |
| Nasais              |          | m        |             |             |                | n              |              |              |         | ɲ       |        | ŋ     |        |        |
| Vibrantes           |          |          |             |             |                | r              |              |              |         |         |        |       |        |        |
| Fricativas          |          |          |             | β           | s              |                |              |              |         |         |        |       | h      |        |
| Africadas           |          |          |             |             |                |                | tʃ           | dʒ           |         |         |        |       |        |        |
| Aproximante]        |          | w        |             |             |                |                |              |              |         | j       |        |       |        |        |
| Lateral Aproximante |          |          |             |             |                | l              |              |              |         |         |        |       |        |        |

### Vogais
|              | frontal    | frontal | central    | central | back       | back |
| arredondada  | não arred. | arred.  | não arred. | arred.  | não arred. |      |
| fechada      | i          |         |            |         |            | u    |
| meio fechada | e          |         |            |         |            | o    |
| média        |            |         |            |         |            |      |
| aberta       | a          |         |            |         |            |      |

### Entonação
Kaili tem primariamente a sílaba penúltima da palavra como tônica, a tonicidade secundária é variável.

### Fonotática
As palavras sem afixos têm quatro (na maioria dos casos duas) sílabas com estrutura CV
```
 Cada C = C simples ou Nasal + C
 Cada V = V simples da série 1 resp. 2 ou V de 1a / b + V de 1.
```

### Escrita e ortografia
Kaili tem um alfabeto latino sem um alfabeto latino sem f, q e x (que só ocorrem em palavras de origem estrangeira) palavra do empréstimo. Não se usam [diacrítico]]s. A ortografia segue as regras reformadas (1975) para a língua indonésia:  / tʃ /: c}},  / dʒ /: j}} }: {{Ng]},  / j /: y}};    / ʔ / pode ser escrita [‘] (apóstrofo) se necessário (por exemplo, quando entre vogais idênticas)
Em algumas gramáticas e “papers’, as vogais longas são representadas dobrando-as (por exemplo aa,  / aː /: isso não parece ser um padrão. 
Kaili não tinha um sistema de escrita e uma tradição escrita antes da introdução do alfabeto latino.

## Morfologia
Kaili é uma típica língua malaio-polinésia com uma morfologia que tem algum isolamento, bem como algumas características aglutinativas. Há muitos afixos para derivação e inflexão verbal. Substantivos e adjetivos não têm qualquer inflexão. Não há marcas para (nem nenhuma categoria) de gênero, número e caso. O gênero (natural) e o número (pluralidade) podem ser expressos por meios lexicais se necessário, os papéis semanto-sintáticos são indicados pela sintaxe e inflexão verbal, mas não morfologicamente nos substantivos.
Comparação e gradação de adjetivos são parcialmente morfológicas, parcialmente lexicais. Algumas vogais orais ou nasais podem sofrer ou desencadear processos morfológicos (progressivos e regressivos) (nasalização, labialização e palatalização) nos limites do morfema.
As palavras não definidas fora do contexto tendem a ser neutras em relação às categorias de palavras e categorias gramaticais.

## Categorias verbais
A inflexão dos verbos de Kaili (alguns autores preferem: predicativos) é dominada pelas duas categorias de modo e voz, que são unidas por afixos. Além da voz no sentido mais estrito, existem muitas outras funções relacionadas com a valência, como Causativo e Factativo. Somente objetos diretos e sujeitos de frases passivas são marcados.

### Modo
Esser (1934) descreveu essa categoria como dois tempos verbais distintos, comparáveis a não-futuro / futuro, embora as relações temporais sejam expressas principalmente por meios lexicais e não morfológicos. Deve, portanto, ser considerada como uma distinção entre reais para as ações factuais no presente ou no passado e aquelas irreaiss que é usada para ações / eventos futuros, por um lado, e putativo, imaginário, fictício (Van der Berg: "contrafactual") pelo outro lado.
Os alomorfos  {na-} ~ {ne-} ~ {no-}  representam reais, os alomorfos  {ma-} ~ {me-} ~ {mo-} 'usam-se para irrealis; A forma dos alomorfos está constituída de uma espécie de classes flexionais sendo (pelo menos sincronicamente) não condicionada pela fonologia. Existem poucas exceções onde uma raiz pode tomar dois ou todos os três alomorfos, produzindo verbos com significados diferentes: 
Ex.: Kande comer
 Na-ngande / ma-ngande  'comer' (transitivo)
 Ne-kande / me-kande  'cortar ou morder em' (intransitivo)
 No-kande-si / mo-kande-si  'comer algo desse modo. '

### Voz verbal
Kaili tem duas diátesis verbais diferentes que podem ser descritas como foco (foco do agente versus foco do objeto) ou voz (ativo vs. passivo), sendo este último mais adequado se seguirem-se as definições de Himmelmann (2002) para foco e voz.
Ativos real
```
Yaku na-ngande loka riavi.
1SG REA-comer banana ontem
'Eu comi [a] banana (s) ontem.'
```

Irreal ativo
```
Ia ma-ngande loka haitu.
3 SG IRR-comer banana DEM
'Ele vai / provavelmente [comerá] a (s) banana (s).'
```

Passivo real
```
Ni-kande = ku loka riavi. (1d)
PASS.REA-eat = 1SG banana ontem
'[O] Banana (s) foi / foram comidas por mim ontem.'
```

Passivo irreal
```
Ra-kande = na loka haitu.
PASS.IRR-eat = 3SG banana DEM
"[A] Banana [s] será / pode ter sido comido por ele."
```

### Outros mecanismos de valência
A valência pode ser aumentada ou realinhada / deslocada por transitivizações, factativos ou causativos. Aqui, vamos demonstrar alguns desses mecanismos que podem ser interessantes de uma perspectiva tipológica.

#### Transitivização
Os verbos intransitivos podem ser tornados transitivos por {po-}, fazendo o Sujeito do verbo, não o Argumento, mas o Objeto dos verbos transitivoss (causativo oculto):
```
Mano	na-tuvu.
	
chicken	REA-viver		
‘A galinha vive.’		

I	Esa	nom-pa-tuvu	mano.

PM	Esa	REA-TR-viver	galinha
‘Esa cria galinhas.’
```

#### Causativo
Se a partícula  {po-}  é adicionada mais uma vez, o verbo transitivizado pode ser aumentado para causativo. Historicamente,  {pop-}  é assim bimorfêmico. Há, entretanto, os verbos que de forma síncrona não têm a forma com somente um  po.
```
 No-berei-mo i Dula. 

REA-cônjuge-COMPL PM Dula
'Dula já está casada'

 Eu Dula no-berei nte i Ani. 

PN Dula REA-cônjuge com PM ANI
- Dula casou-se com Ani.

 Ia nom-po-berei i Ani. 

3SG REA-TR-cônjuge PM Ani
- Ele se casou com Ani.

 Totua-na ni-po-po-berei ia. 

Pai-3SG PASS.REA-CAUS-TR-cônjuge 3SG
- Seus pais casaram por causa dele.
```

```
 Eu não sou-tulisi sura. 

PN Ni REA-escrever carta
"Ni escreve [uma] carta [s]".

 Yaku nom-popo-tulisi i Ni sura. 

1SG REA-CAUS-escrever PN Ni carta
'Eu tenho p/Ni escrever [uma] carta [s].'

 Ni Ni-popo-tulisi = ku sura. 

PN Ni PASS.REA-CAUS-write = 1SG carta
"Ni está sendo obrigado a escrever [uma] carta [s] por mim".

 Sura ni-popo-tulisi = ku i Ni. 

Letra PASS.REA-escrever = 1SG PN Ni
- Esta carta que eu escrevi pelo Ni.
```

Há uma outra construção causativa (Conf. Evans: requisitar) usando  {peki -} / {meki -} / {neki-} , que adiciona um papel semântico (causador), enquanto sintaticamente reduz a valência, já que a causa só pode ser expressa em um PP (e é omitido na maior parte).
```
 Me tira no-dau baju. 

PM Tira REA-costura vestido
'Tira costura [a] vestido [es].'

 Yaku meki-dau baju 
.
1SG REQ.IRR-sew vestido
- Quero ter um vestido costurado.

 Yaku mãe-peki-dau baju nte Tira. 

1SG IRR-REQ-sew vestido com Tira
- Quero ter um vestido costurado por Tira.
```

```
 Ia nom-paka-belo dua = ra 

3SG REA-CAUS-bem doença = 3PL
'Ele cura a (s) sua (s) doença (s).'

 Ira nom-peki-paka-belo dua = ra 

3PL REA-REQ-CAUS-bem doença = 3PL
"Pediram-lhe para curar sua doença (s)."
```

## Sintaxe
Kaili é uma língua estritamente com frase começando com a palavra “cabeça” (Principal). Essas “cabeças”” precedem dependentes em compostos, frases e sentenças. Ordem de sentença básica é SVO ou VOS (isso é: VO geralmente) com NGen, NAdj, NRel, PrepN, NegV, etc.
Não há cópula (verbo ser, estar) obrigatória, o uso da cópula facultativa é marcado para ênfase. Nas frases passivas, o pronome do agente pode ser se juntar de forma clítica ao verbo, o sujeito do passivo pode estar em ambos os lados do verbo (antes, depois).
```
Sakaya mbaso
Barco grande
N Adj
'A / o barco grande', também: 'o barco é grande'
```

```
Casa 3PL
N Gen
'Sua casa'
```

```
Yaku noriapu uta.
1SG REA: cozinhar legumes
S V O
- Estou cozinhando legumes.
```

```
Kaluku hai nalanga
Coqueiro DEM REA: ser alto
Ndem
- Esse coqueiro é alto.
```

```
Tuamaku hau ri talua.
Pai: 1SG [REA] ir no jardim
S V Prep N
- Meu pai vai para o jardim.

Hau ri ria tuamaku
[REA] ir no jardim pai: 1SG
V Prep N S
- Meu pai vai para o jardim.
```

```
Eu mangge nangali bengga.
PM tio comprar búfalo
S V O
'(O) tio compra búfalo (água)'.

Ningali bengga.
PASS.REA: comprar búfalo
V S
"Búfalo é vendido / à venda."

Bengga ningali
Buffalo PASS.REA: comprar
Sv
"Búfalo para venda / são vendidos."
```

```
Tona hai ledo nangande kandea.
Humano DEM NEG REA: comer arroz
N Dem Neg V
- Essa pessoa não come arroz.
```

```
Langgai haitu no-boba em Tira.
Homem DEM REA-bater PM Tira
Ndem
- Aquele homem bateu em Tira.

Yaku nang-gita langgai não-boba i Tira.
1SG REA-ver homem REA-bater PM Tira
                       N Rel
- Vejo o homem que bateu em Tira.
```

## Sociolinguística

### Mídia e cultura
Os jornais nacionais e as estações de radiodifusão utilizam quase exclusivamente o Bahasa Indonesia (BI), a língua nacional. Algumas estações de rádio locais privadas em Palu têm um programa em Ledo. As editoras regionais têm incidentalmente livros em Kaili disponíveis, na maior parte contos populares e literatura tradicional do estilo mas nenhuma tradução de outras línguas para o Kaili. Os jornais locais e a literatura não-oral estão na maior parte em Ledo, a tradição oral é ainda forte e comum à geração mais velha de 20. Algumas faixas modernas usam Kaili para suas letras. As bandas que participam do festival anual de Palu Rock são obrigadas a tocar pelo menos uma música em Kaili.

### Balanço linguístico

#### Cidades vs. campo
Nas cidades maiores, a política de transmigração de Suharto teve seus efeitos, e há muitos falantes nativos de línguas regionais de fora das Celebes que foram movidos lá durante as décadas de 1960, 70 e 80. A comunicação com seus migrantes é quase sempre em BI. Assim, muitas famílias bi- ou trilingues surgiram desde então. Nessas famílias, geralmente BI é o principal veículo de comunicação. Nas regiões mais remotas da região, Kaili ainda é a principal ou única língua para as gerações nascidas antes dos anos 1930.

#### Gerações
As pessoas mais velhas (infância antes de 1940) na maioria dos casos cresceram monolíngües em Kaili. Os nascidos e criados após a Indonésia ganhar sua independência (1945), geralmente cresceram bilíngües (Kaili e BI), usando Kaili em casa e BI na escola / trabalho. As gerações mais jovens (a aquisição da linguagem desde a década de 1970) tiveram, na maioria das vezes, a BI como primeira língua em casa e aprenderam Kaili – quando ocorree - apenas esporadicamente e tendem a ser semi-falantes ou ter apenas conhecimento passivo.

#### Domínios
A escola, a vida profissional e o contato com as autoridades requerem o uso de BI. Os alunos usam BI entre si mesmo se todos eles conhecem Kaili. Em contextos semi-formais e familiares (por exemplo, compras de supermercado, visitas familiares) Kaili é usado se todas as pessoas presentes conhecem a língua.

#### Prestígio
Em contextos tradicionais altamente formais, um bom domínio de Kaili (especialmente o "bom Ledo") é considerado importante. Normalmente, o bom conhecimento de BI é considerado muito mais vantajoso, uma vez que é mais relevante para a escola e carreira. No entanto, Kaili ainda é um ctivo cultural importante, mas inútil fora da região.

### Perigo de extinção
Com um número de seis dígitos de falantes, o Kaili não parece à primeira vista estar fortemente ameaçado de extinção. No entanto, a tendência dos últimos 60, especialmente nos últimos 20 anos, mostra que Kaili não será capaz de suportar a pressão do BI a longo prazo. Oor outro lado, tem sido uma língua franca importante na área durante séculos e, portanto, exercido pressão sobre os idiomas locais menores.. Sua importância como língua franca está diminuindo; o BI assume o seu lugar. 

## Amostra de texto
```
Panguli nu tesa nttau nggaulu, naria vei saito madika nipokonona mpu noasu. Ane madotamo rarana haumo ia noasu ante tadulakona.
Bara santipa sanggani, bara eo-eo. Ane nambela tonji belo norasi, ana nambela tonji daa vai, mau valeana ledo naria nikava. ")
```

```
Pa-nguli nu tesa n-totua nggaulu,
PASS; NMLZ-dizer SRC (hi) história SRC-pais antigamente

Na-ria vei saito madika ni-pokono = na mpu não-asu.
REA-be AFF um rei PASS.REA-like = 3SG muito REA-caçar

Ane ma-dota-mo rara-na hau-me ia no-asu ante tadulako = na.
Quando IRR-vai-COMPL coração-POSS.3SG go-COMPL 3SG REA-caça com líder = POSS; 3SG

Bara sa-ntipa sa-nggani, bara eo ~ eo.
Às vezes uma semana uma vez (uma vez) às vezes dia ~ todos

Ane nambela tonji belo norasi,
Quando obter bom pássaro sucesso / colheita / resultado

Ane nambela tonji daa vai, mau valeana ledo naria ni-kava.
Quando obter pássaro ruim novamente mesmo faixa NEG ser PASS.REA-encontrar

"De acordo com uma história de meus pais, houve uma vez um rei que realmente gostava de ir caçar. Sempre que ele queria [lit .: era a vontade de seu coração],
```

Ele foi caçar com seus líderes - Às vezes uma vez por semana, às vezes todos os dias. Quando teve sorte, ele foi bem-sucedido; Quando teve má sorte [lit. mau pássaro], nem uma única pista estava para ser encontrada."